# Campionatul Regional de Fotbal al României 1927-1928
Sezonul 1927-1928 al Campionatului Regional a fost cea de-a 7-a ediție a Campionatului Regional de Fotbal al României. 

## Format
S-a menținut numărul de ligi (5) dar cu 19 serii. Apar serii noi: Prahova (în Liga Sud) și Valea Jiului(în Liga de Vest). Seria Craiova e redenumită Oltenia. Liga de Nord se măreste la 5 serii, pe lângă Cluj, Oradea și Satu Mare apar Bistrița și Turda. În Liga Centru reapare seria Mureș.
Iată configurația ligilor regionale.
Sud:    Brăila | București | Galați | Prahova
Vest:   Arad | Oltenia | Timișoara | Valea Jiului
Nord:   Bistrița | Cluj | Oradea | Satu Mare | Turda
Centru: Brașov | Mureș | Sibiu
Est:    Cernăuți | Chișinău | Iași

## Liga Sud - București | Prahova | Galați | Brăila

### București

#### Clasament Final
```
1.
Olympia București
                  10   9  1  0  30- 5  19  (C)
2.Juventus București                 10   7  1  2  20- 8  15
3.Venus București                    10   5  2  3  10- 8  12
4.Unirea Tricolor București          10   4  0  6  13-22   8
5.Sportul Studențesc București       10   1  1  8   6-19   3
6.Sparta București                   10   1  1  8   6-23   3
```

### Prahova
Campioni: Tricolor Ploiești
Alți participanți:
```
  Prahova Ploiești
  Gloria Ploiești
  Victoria Ploiești
  U.F. Ploiești
  Avântul Buzău
```

### Galați
Campioni: Dacia Vasile Alecsandri Galați

### Brăila
Campioni: Victoria Tinerii Brăila
Alți participanți:
```
  Unirea Brăila
  Jupiter Brăila
  Dacia Brăila
  Franco Româna Brăila
```

## Liga Vest - Oltenia | Arad | Timișoara

### Oltenia

#### Clasament Final
```
1.
Craiu Iovan Craiova
                10   7  1  2  32-10  15  [g.a. 3.20]  (C)
2.Rovina Grivița Craiova             10   7  1  2  21- 8  15  [g.a. 2.63]
3.Oltul Slatina                      10   5  2  3  24-13  12
4.Generala Craiova                   10   4  1  5  15-23   9
5.Fulgerul C.F.R. Craiova            10   1  4  5   8-29   6
6.Răsăritul Caracal                  10   1  1  8   9-26   3
```

### Valea Jiului
Campion: Jiul Lupeni
Alți participanți:
```
  C.F.R. Simeria
  Minerul Vulcan
  C.A.M. Petroșani
```

### Timișoara

#### Clasament Final
```
1.
Chinezul Timișoara
                 14  11  1  2  59-18  23  (C)
2.Banatul Timișoara                  14  11  0  3  34-18  22
3.U.D. Reșița                        14   8  2  4  30-20  18
4.Politehnica Timișoara              14   6  3  5  27-22  15
5.R.G.M. Timișoara                   14   5  4  5  25-26  14
6.C.A. Timișoara                     14   4  1  9  23-34   9
7.Rapid Timișoara                    14   2  4  8  18-34   8
8.Kadima Timișoara                   14   1  1 12   5-49   3
```

### Arad

#### Clasament Final
```
1.Gloria C.F.R. Arad                 10   7  1  2  36- 9  15  [g.a. 4.00]  Playoff
  C.A. Arad                          10   7  1  2  31-14  15  [g.a. 2.21]  Playoff
3.A.M.E.F. Arad                      10   5  2  3  19-14  12
4.Voința Victoria Arad               10   2  3  5  16-29   7
5.Olympia Micălaca                   10   2  2  6  13-30   6
6.S.G. Arad                          10   2  1  7  10-29   5
```

#### Finala de Playoff (May 27)
Gloria C.F.R. Arad                 4-3 C.A. Arad                          
NB: Gloria C.F.R. Arad s-a calificat.

## Liga Nord -  Oradea | Satu Mare| Cluj | Bistrița | Turda

### Oradea
Campioni: Stăruința Oradea
Alți participanți:
```
  C.A. Oradea
  S.C. Salonta
  Amateure Oradea
  Înțelegerea Oradea
  Macabi Oradea
  Bihorul Oradea
```

### Satu Mare
Campioni: Olimpia Satu Mare
Alți participanți:
```
  R.G.M. Satu Mare
  Bar Kochba Satu Mare
```

### Cluj

#### Clasament Final
```
1.România Cluj*                      10   7  3  0  27-14  17  [*]  (C)
2.Universitatea Cluj                 10   4  4  2  37-14  12
3.M.S.C. Cluj                        10   4  3  3  21-18  11
4.C.A. Cluj                          10   3  3  4   9-11   9
5.R.M.S. Cluj                        10   2  2  6   9-26   6
6.Haggibor Cluj                      10   2  1  7   9-29   5
-.C.F.R. Cluj                        retras
-.K.K.A.S.E. Cluj                    dizolvat
```

* Victoria Cluj s-a redenumit România Cluj.

### Turda
Campioni: Industria Sârmei Câmpia Turzii

### Bistrița
Champions: Gloria Bistrița

## Liga Centru - Mureș | Sibiu | Brașov

### Mureș
Campioni: Mureșul Târgu Mureș
Alți participanți:
```
  S.C. Galocsai
  Dacia Diciosânmartin
  S.C. Târgu Mureș
  R.G.M. Târgu Mureș
```

NB: Diciosânmartin s-a redenumit Târnăveni in 1943.

### Sibiu
Campioni: Șoimii Sibiu
Alți participanți:
```
  S.G. Sibiu
  S.S. Sibiu
  Unirea Alba Iulia
  S.S. Vâlceana Râmnicu Vâlcea
  Aripa Mediaș
  Amateur Mediaș
  R.G.M. Sibiu
```

### Brașov

#### Clasament
```
1.Colțea Brașov                       4   4  0  0  27- 4   8
2.Olympia Brașov                      5   2  2  1  16- 8   6
3.R.G.M. Brașov                       5   2  1  2  10-12   5
4.Harghita Odorhei Secuiesc           4   2  0  2  10- 8   4
5.C.F.R. Brașov                       5   1  1  3   3-25   3
6.Brașovia Brașov                     5   0  2  3   3-12   2
```

NB: Colțea Brașov campioni și s-a calificat.

## Liga Est - Cernăuți | Iași | Chișinău

### Cernăuți

#### Clasament Final
```
1.Polonia Cernăuți                   14   9  2  3  29-20  20  (C)
2.Maccabi Cernăuți                   14   7  4  3  26-21  18
3.Dragoș Vodă Cernăuți               14   8  1  5  26-10  17
4.Dowbusch Cernăuți                  14   6  5  3  29-20  17
5.Hakoah Cernăuți                    14   6  4  4  28-14  16
6.Jahn Cernăuți                      14   4  3  7  27-23  16
7.Muncitorii Cernăuți*                14   2  4  8  13-20   8
8.Amici Sportului Cernăuți           14   2  1 11   9-59   5
```

NB: Internațional au fost redenumit Muncitorii în timpul sezonului.

### Iași
Campioni: Concordia Iași

### Chișinău
Campioni: Mihai Viteazul Chișinău